# Fakty i kommentarii
Fakty i kommentarii (russisch Факты и комментарии) ist die größte Boulevardzeitung der Ukraine mit Sitz in Kiew.
Fakty i kommentarii wurde 1997 gegründet und wird von Wiktor Pintschuk, dem Schwiegersohn des ehemaligen ukrainischen Präsidenten Leonid Kutschma, kontrolliert. Die tägliche Auflage beträgt etwa 1,1 Millionen Exemplare. Die russischsprachige Zeitung erscheint zwischen Dienstag und Samstag fünfmal in der Woche.
Das Blatt liefert leicht verdauliche Lektüre zu aktuellen Geschehnissen in der Politik, gelegentlich auch Interviews, jedoch ohne tiefgreifende Analyse.
Die Zeitung hält seit Jahren die Führerschaft auf dem ukrainischen Markt für Printmedien. Berichten zufolge gehen die Verkäufe leicht zurück, insbesondere in Kiew, wo Fakty nach Verkaufszahlen von Sewodnja deutlich überholt wurde.